# ゆっくり風呂につかりたい
『ゆっくり風呂につかりたい』（ゆっくりふろにつかりたい）は1991年5月22日に発売されたKAN6作目のオリジナル・アルバム。2010年10月27日に再発された。

## 概要
シングル「イン・ザ・ネイム・オブ・ラヴ」「ときどき雲と話をしよう」「プロポーズ」を含む全9曲収録。
発売当時、風呂から半分顔を出したジャケットデザインが話題となった。ブックレットは世田谷線・山下駅で撮影。駅名が写っている。壁の広告はKANの写真に変更。上町でも撮影。通りにKANが佇む姿。東急バスの広告もKANに変わっている。

## 収録曲
| 全作詞・作曲: KAN、全編曲: 小林信吾・KAN。 |                                  |       |            |      |
| #                                          | タイトル                         | 作詞  | 作曲・編曲 | 時間 |
| 1.                                         | 「発明王」                       | KAN   | KAN        | 1:59 |
| 2.                                         | 「決まりだもの」                 | KAN   | KAN        | 3:53 |
| 3.                                         | 「プロポーズ」                   | KAN   | KAN        | 5:02 |
| 4.                                         | 「ときどき雲と話をしよう」       | KAN   | KAN        | 3:02 |
| 5.                                         | 「ぼくの彼女はおりこうさん」     | KAN   | KAN        | 4:28 |
| 6.                                         | 「永遠」                         | KAN   | KAN        | 4:12 |
| 7.                                         | 「信じられない人」               | KAN   | KAN        | 4:38 |
| 8.                                         | 「イン・ザ・ネイム・オブ・ラヴ」 | KAN   | KAN        | 5:31 |
| 9.                                         | 「恋人」                         | KAN   | KAN        | 3:46 |
| 合計時間:                                  | 合計時間:                        | 36:31 |            |      |

### 楽曲解説
1. 発明王
バンドメンバー・中野豊のギターのみで歌唱。
2. 決まりだもの
3. プロポーズ
本作発売後、「恋する気持ち」との両A面シングルとしてリカット。
アレンジはスティーヴィー・ワンダーの「Overjoyed」を意識している。
4. ときどき雲と話をしよう 
「イン・ザ・ネイム・オブ・ラヴ」との両A面シングル。
5. ぼくの彼女はおりこうさん
6. 永遠
後につるの剛士がアルバム「つるのうた」（2009年）でカバー。
7. 信じられない人
種ともことデュエット。
歌詞中に登場する「秋山さん」は日本人初の宇宙飛行士で元TBSの秋山豊寛。
8. イン・ザ・ネイム・オブ・ラヴ
9枚目のシングル。
9. 恋人